# Adam Bowden
Adam Bowden (* 5. August 1982 in Watford) ist ein ehemaliger britischer Langstreckenläufer, der später als Triathlet aktiv war. Er ist nationaler Meister Triathlon (2016, 2018) und Duathlon (2017, 2018).

## Werdegang
Adam Bowden war in seiner Jugendzeit als Langstreckenläufer und Schwimmer erfolgreich.

### Crosslauf-Europameisterschaft 2001
Bei den Crosslauf-Europameisterschaften 2001 in Thun (Schweiz) holte er bei den Junioren in der Teamwertung (im Team mit Mo Farah) die Goldmedaille für das Vereinigte Königreich und belegte den sechsten Rang in der Einzelwertung.
Seit 2008 startet er als Triathlon-Profi. Bei der Duathlon-Weltmeisterschaft belegte er 2010 in Edinburgh den siebten Rang.
2012 war der 30-jährige Bowden Sieger des London Triathlon.

### Nationaler Meister Triathlon 2016
Im August 2016 wurde er Triathlon-Staatsmeister und in der Jahreswertung der ITU World Championship Series 2016 belegte Adam Bowden nach dem letzten und entscheidenden Rennen im September als zweitbester Brite hinter dem Vizeweltmeister Jonathan Brownlee den neunten Rang.

### Nationaler Meister Duathlon 2017
Im April 2017 holte er sich den Titel im Duathlon, nachdem er hier in den vergangenen Jahren schon zweimal Vizemeister war.
Zum zweiten Mal den Titel des nationalen Meisters Duathlon sicherte er sich im März 2018, im Juni wurde er nach 2016 erneut nationaler Meister Triathlon und im August konnte er nach 2012 zu zweiten Mal den London Triathlon für sich entscheiden. Seit 2021 tritt Adam Bowden nicht mehr international in Erscheinung.

## Sportliche Erfolge
| Datum/Jahr    | Rang | Wettbewerb                                          | Austragungsort         | Zeit     | Bemerkung                                                      |
| ------------- | ---- | --------------------------------------------------- | ---------------------- | -------- | -------------------------------------------------------------- |
| 12. Sep. 2021 | 3    | Ironman 70.3 Nizza                                  | Nizza                  | 04:07:48 |                                                                |
| 12. Mai 2019  | 2    | Ironman 70.3 Pays d’Aix France                      | Aix-en-Provence        | 03:53:28 |                                                                |
| 6. Apr. 2019  | 3    | Ironman 70.3 California                             | Oceanside              | 03:53:53 |                                                                |
| 1. Feb. 2019  | 1    | Ironman 70.3 Dubai                                  | Dubai                  | 03:40:11 | [ 5 ]                                                          |
| 5. Aug. 2018  | 1    | London Triathlon                                    | London                 | 01:31:55 |                                                                |
| 24. Juni 2018 | 1    | GBR Sprint Triathlon National Championships         | Vereinigtes Konigreich | 00:55:28 | beim Cardiff Triathlon                                         |
| 17. Juni 2018 | 2    | Ironman 70.3 European Championships                 | Helsingør              | 03:40:52 | Ironman 70.3 European Championships beim Ironman 70.3 Elsinore |
| 3. Juni 2018  | 8    | Challenge – The Championship                        | Šamorín                | 03:51:28 | Challenge World Championships; hinter Lionel Sanders           |
| 15. Apr. 2018 | 1    | Challenge Roma                                      | Rom                    | 03:22:03 | „Mitteldistanz“ (unklare Streckenangaben)                      |
| 4. März 2017  | 20   | ITU World Championship Series 2017                  | Abu Dhabi              | 01:57:15 | erstes Rennen der Saison                                       |
| 14. Aug. 2016 | 1    | GBR Sprint Triathlon National Championships         | Liverpool              | 00:54:58 |                                                                |
| 23. Sep. 2012 | 1    | London Triathlon                                    | London                 | 01:48:08 | Sieger in London – neben Daniela Ryf bei den Frauen            |
| 21. Apr. 2012 | 14   | ETU Short Distance Triathlon European Championships | Eilat                  | 01:57:47 | Europameisterschaft auf der olympischen Kurzdistanz            |

| Datum/Jahr    | Rang | Wettbewerb                                 | Austragungsort         | Zeit     | Bemerkung                   |
| ------------- | ---- | ------------------------------------------ | ---------------------- | -------- | --------------------------- |
| 6. Juli 2018  | DSQ  | ITU Duathlon World Championships           | Fyn                    | –        | Duathlon-Weltmeisterschaft  |
| 25. März 2018 | 1    | GBR Sprint Duathlon National Championships | Bedford                | 00:59:01 | Nationaler Duathlon-Meister |
| 9. Apr. 2017  | 1    | GBR Sprint Duathlon National Championships | Bedford                | 00:58:24 | Nationaler Duathlon-Meister |
| 29. März 2015 | 2    | GBR Sprint Duathlon National Championships | Corby                  | 00:31:14 | Vizemeister Duathlon        |
| 2013          | 2    | GBR Sprint Duathlon National Championships | Vereinigtes Konigreich | 00:54:18 | Vizemeister Duathlon        |
| 5. Sep. 2010  | 7    | ITU Duathlon World Championships           | Edinburgh              | 01:53:37 | Duathlon-Weltmeisterschaft  |
| 28. Sep. 2009 | 15   | ITU Duathlon World Championships           | Concord                | 01:50:39 | Duathlon-Weltmeisterschaft  |

(DNF – Did Not Finish; DSQ – Disqualifiziert)